# Carol Hagemann-White
Carol Hagemann-White (* 15. August 1942 in New Jersey (USA)) ist eine US-amerikanische Soziologin, die seit 1964 in Deutschland lebt und arbeitet.

## Bildungsbiografie
Carol Hagemann-White erwarb 1964 den Bachelor of Arts in Geschichte an der Harvard University. Anschließend kam sie mit einem „Luftbrückendankstipendium“ der Lastenausgleichsbank nach Deutschland und studierte ein Semester Philosophie an der Universität Bonn. 1965 wechselte sie an die Freie Universität Berlin, studierte dort Philosophie, Soziologie und Geschichte und schloss das Studium 1970 mit einer Promotion in Philosophie zum Thema Sein und Klassenbewusstsein: Die philosophische Anthropologie als Verleugnung der Totalität am Beispiel Arnold Gehlens ab. Von 1970 bis 1977 arbeitete Hagemann-White als Wissenschaftliche Assistentin bei Dieter Claessens am Institut für Soziologie der Freien Universität Berlin. Dort habilitierte sie sich 1976 für Soziologie.

## Lehrtätigkeit
Nach einer einjährigen Lehrstuhlvertretung (Soziologie) 1977/1978 an der Universität Gießen lehrte Hagemann-White als Privatdozentin von 1978 bis 1984 Soziologie an der Freien Universität Berlin. Parallel dazu betreute sie die Erwachsenenbildung im Rahmen des University of Maryland in Berlin-Programms von 1979 bis 1982. Es folgten zwei Lehraufträge an der Universität Münster im Fachbereich Sozialpädagogik 1983 und im Rahmen eines Modellversuchs „Fachkräfte für die psychosoziale Versorgung“ von der FU und der Fachhochschule für Sozialarbeit und Sozialpädagogik 1983/84, bevor Hagemann-White 1985 Teilzeit-Professorin für Politische Wissenschaft mit Schwerpunkt Frauenstudien an der Freien Universität Berlin wurde. Seit 1988 ist sie Ordentliche Professorin für Allgemeine Pädagogik/Frauenforschung am Fachbereich Erziehungs- und Kulturwissenschaften an der Universität Osnabrück.

## Sonstige Aktivitäten
Im Rahmen ihrer freiberuflichen Tätigkeiten nahm sie von 1977 bis 1980 an der wissenschaftlichen Begleitung des ersten Frauenhauses in West-Berlin teil. Im Auftrag des Deutschen Jugendinstituts erstellte sie 1981/82 eine Expertise für den 6. Jugendbericht.
Carol Hagemann-White ist Mit-Begründerin der Sektion Frauenforschung in der Deutschen Gesellschaft für Soziologie und war von 1981 bis 1983 deren Sprecherin. 1983 gründete sie das Berliner Institut für Sozialforschung und sozialwissenschaftliche Praxis e.V. und arbeitete dort bis 1993 als ehrenamtliche Geschäftsführerin und in der Projektleitung.
Von 1983 bis 1986 forschte Hagemann-White im DFG-Projekt „Frauen und Männer im Hochschuldienst“ an der Technischen Universität Berlin. Von 1992 bis 1997 war sie wissenschaftliche Leiterin des „Instituts Frau und Gesellschaft“ (ifg) in Hannover.
Carol Hagemann-White ist Mitglied verschiedener internationaler Berufsverbände und wissenschaftlicher Gesellschaften zum Beispiel der International Sociological Association (ISA), der American Sociological Association (ASA), der Sociologists for Women in Society (SWS) und in Europa der European Women’s Studies Association (WISE) und des European Women’s Health Network (EWHNET).
Daneben ist sie auch in deutschen Organisationen aktiv, etwa in der Gewerkschaft Erziehung und Wissenschaft (GEW), in der Sektion Frauenforschung der Deutschen Gesellschaft für Erziehungswissenschaft (DGfE).
Im März 1998 wurde ihr der deutsch-schwedische Humboldt-Preis für international herausragende Forschung durch die Swedish Tercentenary Foundation in Stockholm verliehen. In Verbindung mit der Auszeichnung verbrachte sie dann anderthalb Jahre bis Oktober 1999 als Gastforscherin am Institut für Soziologie an der Uppsala Universität in Schweden.

## Forschungsspektrum
Carol Hagemann-White hat ein umfangreiches Spektrum in den Forschungsbereichen der frauenpolitischen Grundlagenforschung, der feministischen Theorie sowie der Identität und Interaktion der Geschlechter vorzuweisen. Dabei orientiert sie sich vornehmlich an der US-amerikanischen Frauen- und Geschlechterforschung, deren Resultate sie in die westdeutsche Forschung versucht, einfließen zu lassen.

## Veröffentlichungen
- mit Reinhart Wolff: Lebensumstände und Erziehung. Grundlagen der Sozialisationsforschung. Frankfurt/M. 1975, ISBN 3-87877-038-3 Pb.
- Frauenbewegung und Psychoanalyse. Frankfurt/M. 1979.
- Sozialisation: Weiblich-männlich? Opladen 1984, ISBN 3-8100-0473-1.
- Wir werden nicht zweigeschlechtlich geboren … . In: Carol Hagemann-White, Maria S. Rerrich (Hrsg.): FrauenMännerBilder. Männer und Männlichkeit in der feministischen Diskussion. Bielefeld 1988, ISBN 3-921680-72-7.
- Frauenforschung – der Weg in die Institution. Ideen, Persönlichkeiten und Strukturbedingungen am Beispiel Niedersachsens. Bielefeld 1995, ISBN 3-89370-198-2.
- mit Barbara Kavemann, Dagmar Ohl: Parteilichkeit und Solidarität. Praxiserfahrungen und Streitfragen zur Gewalt im Geschlechterverhältnis. Bielefeld 1997, ISBN 3-89370-252-0.
- mit Hans-Joachim Lenz: Gewalterfahrungen von Männern und Frauen. In: Klaus Hurrelmann und Petra Kolip: Geschlecht, Gesundheit und Krankheit. Bern-Göttingen-Toronto-Seattle. Verlag Hans Huber 2002.
- Grundbegriffe und Fragen der Ethik bei der Forschung über Gewalt im Geschlechterverhältnis. In: Forschungsmanual Gewalt: Grundlagen der empirischen Erhebung von Gewalt in Paarbeziehungen und sexualisierter Gewalt. Springer Fachmedien Wiesbaden 2015, ISBN 978-3-658-06294-1